# 平野警察署
平野警察署（ひらのけいさつしょ）は、大阪府警察が管轄する警察署の一つである。
警察署庁舎老朽化のため、建設していた新庁舎は、2018年（平成30年）9月に竣工し、同年11月5日に平野元町の旧庁舎から移転した。

## 所在地
- 大阪市平野区喜連西六丁目2番51号
  - Osaka Metro谷町線 喜連瓜破駅

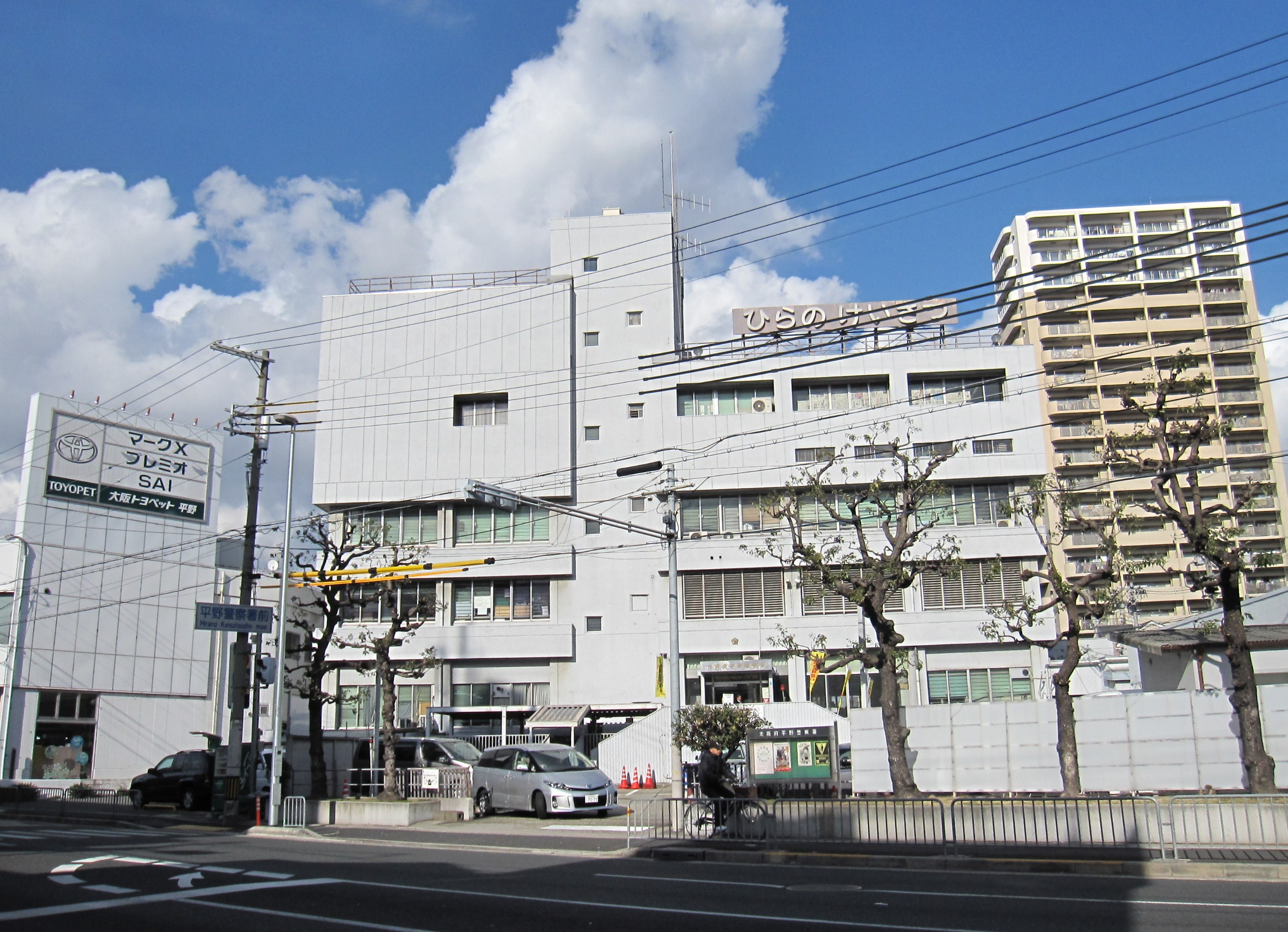
旧庁舎

## 管轄区域
- 大阪市平野区
- 八尾市のうち一部
  - 神武町、北亀井町二丁目、北亀井町三丁目、亀井町四丁目、南亀井町二丁目、竹渕東二丁目（大阪中央環状線の区域）

## 交番
- 瓜破西交番 - 大阪市平野区瓜破西一丁目10番29号
- 加美北交番 - 大阪市平野区加美北八丁目9番11号
- 加美交番 - 大阪市平野区加美鞍作一丁目2番29号
- 加美南交番 - 大阪市平野区加美南四丁目3番37号
- 川辺交番 - 大阪市平野区長吉長原西三丁目10番17号
- 喜連交番 - 大阪市平野区喜連七丁目6番39号
- 長吉六反交番 - 大阪市平野区長吉六反四丁目5番31号
- 西喜連交番 - 大阪市平野区喜連西三丁目14番5号
- 平野駅前交番 - 大阪市平野区平野元町9番8号
- 平野公園交番 - 大阪市平野区平野東二丁目11番5号
- 平野西交番 - 大阪市平野区平野西三丁目4番1号